# Buchema
Buchema là một chi ốc biển, là động vật thân mềm chân bụng sống ở biển trong họ Turridae.

## Các loài
Các loài thuộc chi Buchema bao gồm:
- Buchema dichroma Kilburn, 1988[3]
- Buchema granulosa (Sowerby I, 1834)[4]
- Buchema hadromeres (Melvill, 1927)[5]
- Buchema interstrigata (Smith E. A., 1882)[6]
- Buchema liella (Corea, 1934)[7]